# Haplochromis schubotziellus
Haplochromis schubotziellus là một loài cá thuộc họ Cichlidae. Nó được tìm thấy ở Cộng hòa Dân chủ Congo, Tanzania, và Uganda. Các môi trường sống tự nhiên của chúng là sông và hồ nước ngọt.